# Synchronous Meteorological Satellite

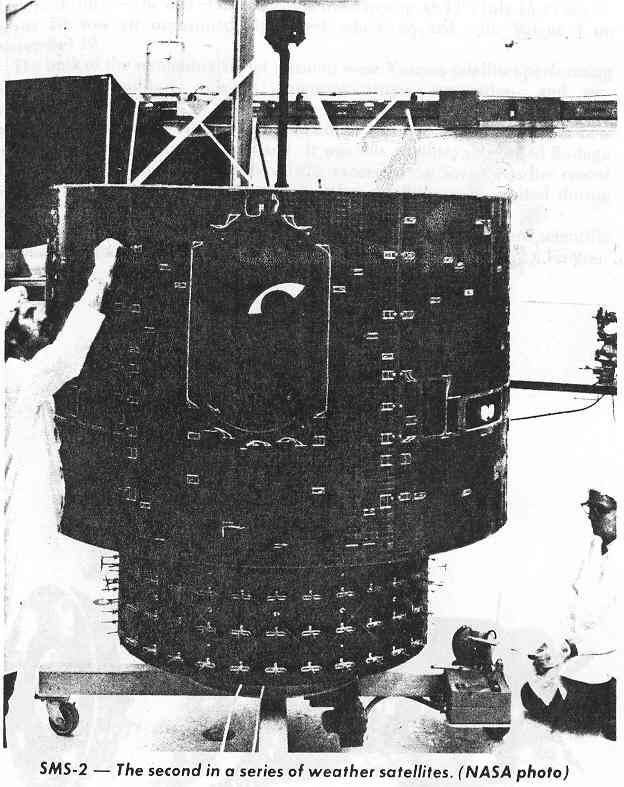
Satellite SMS-2 en préparation pour le lancement

Synchronous Meteorological Satellite (SMS) est la première série opérationnelle de satellites météorologiques géostationnaires lancée par la NASA. Le SMS-1 a été mis sur orbite le 17 mai 1974 et le SMS-2 le 6 février 1975 par des fusées Delta 2914,,. 
Cette série a suivi le programme Applications Technology Satellite (ATS) de recherche qui avait montré l'utilité des satellites géostationnaires, en particulier pour la météorologie. Les SMS furent suivis par la série Geostationary Operational Environmental Satellite (GOES) qui est devenue le pilier de la télédétection météorologique au-dessus des Amériques. Initialement, le GOES-1 avait reçu le nom SMS-C car il était identique au SMS précédents. 

## Caractéristiques

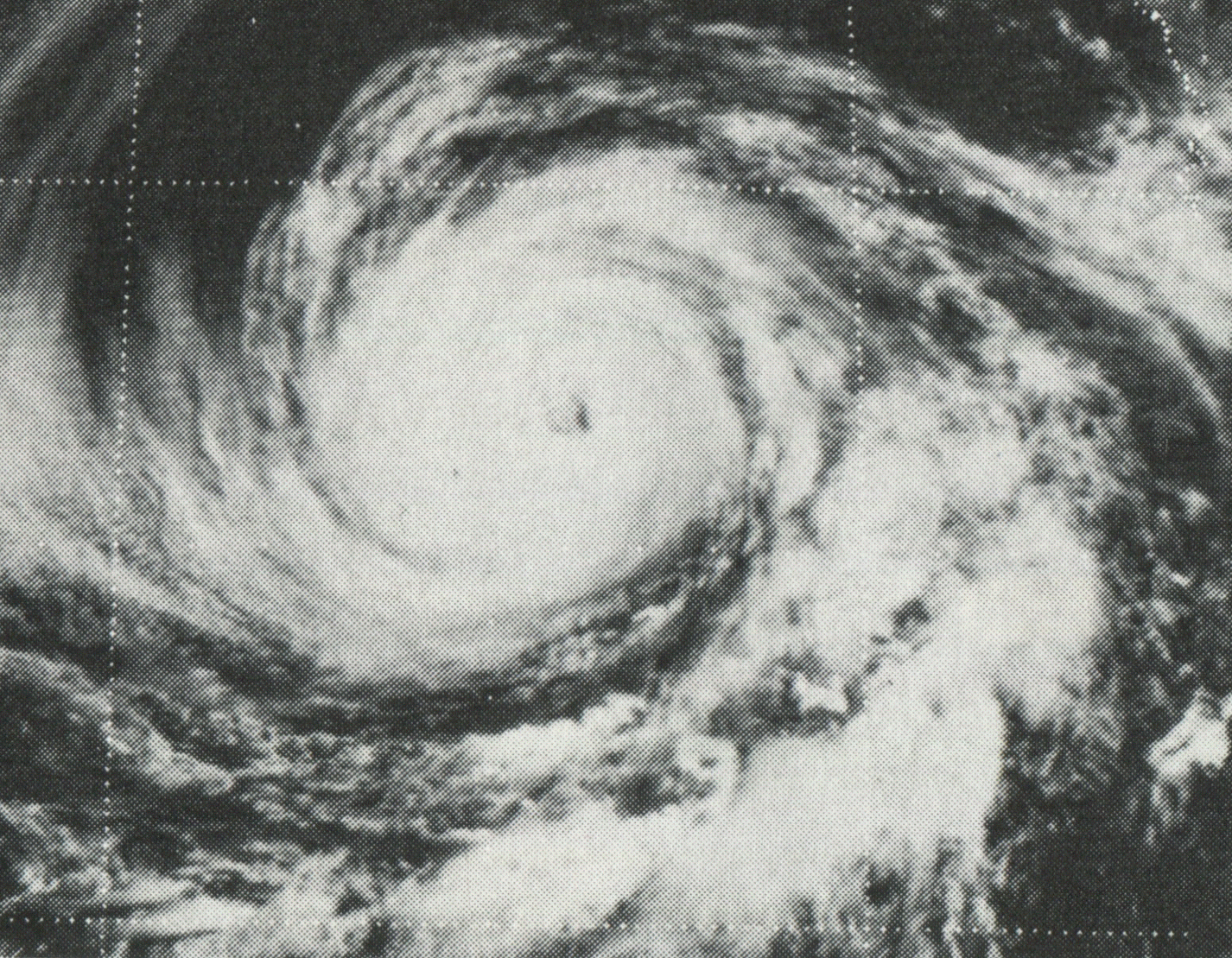
Ouragan Carlotta photographié par le SMS 2 le 5 juillet 1975 à UTC

Le SMS a été développé par la NASA et utilisé par le National Weather Service des États-Unis. Ce satellite géostationnaire à rotation contrôlé avait un radiomètre sondant l'atmosphère dans les spectres visible et infrarouge (VISSR) pour donner des informations sur la couverture nuages de jour comme de nuit. Son système de collections et de télécommunications envoyait les données traitées à des stations terrestres, par signal UHF et bande S, qui la distribuaient. Le satellite possédait également des capteurs pour détecter les protons, électrons, les flux de rayons-X et le champ magnétique dans son environnement.
Les dimensions du cylindre étaient de 190,5 cm de diamètre par 230 cm de longueur. Son magnétomètre s'étendait sur 83 cm au-delà du cylindre. Le VISSR était monté sur une étagère d'équipements et balayait la Terre par une ouverture spéciale dans le côté du satellite. Les parois externes étaient couvertes de panneaux solaires pour l'alimenter en énergie et une tuyère à l'arrière permettait de faire des corrections d'orbite. Le taux de rotation du satellite autour de son axe était d'environ 100 tours par minute, deux tuyères latérales à son équateur et contrôlé par le centre de contrôle au sol servant à son ajustement. Un transpondeur VHF permettait de le suivre durant le lancement et ensuite servait de système de secours en vol.          